# Levensauer Hochbrücken
Im Zuge der Bahnstrecke Kiel–Flensburg und der Bundesstraße 76 überspannen die Levensauer Hochbrücken den Nord-Ostsee-Kanal bei Kiel. Die Hochbrücken liegen zwischen Suchsdorf und Neuwittenbek, OT Levensau. Die östliche wird von etwa 23.000 Kfz/Tag mit bis zu 100 km/h benutzt, die westliche von etwa 2.000 Kfz/Tag und durchschnittlich etwa 200 Radfahrern/Tag mit bis zu 50 km/h benutzt und 76 Zügen/Werktag.

## Geschichte
Die Brücken haben ihren Namen von einer kleinen Ansammlung von etwa zehn Häusern, die nordwestlich der Brücke liegt. Diese wiederum hat ihren Namen von dem Fluss Levensau, der bis 1784 hier entlang floss und dann zum Eider-Kanal ausgebaut wurde. Bis zum Bau des Nord-Ostsee-Kanals überquerte hier die Straßenverbindung Kiel – Eckernförde den Eider-Kanal auf einer Holländerklappbrücke, der Levensauer. Die ca. 650 Meter weiter nordöstlich errichtete neue Levensauer Hochbrücke wurde nach dem alten Brückenstandort benannt.
Die Bahnstrecke Kiel–Flensburg überquerte den Kanal von 1881 bis 1894 auf einer Drehbrücke, die zwei Kilometer weiter westlich (ungefähre Koordinaten: 54° 21′ 35,3″ N, 10° 2′ 51″ O) lag. Der Eider-Kanal wiederum wurde 1893 zum Kaiser-Wilhelm-Kanal ausgebaut. In der ursprünglichen Planung des Kanals sollte für den Eisenbahnverkehr eine neue Drehbrücke westlich der alten Drehbrücke gebaut werden. Kaiser Wilhelm I. bestimmte 1891 bei einem Besuch der Kanalbaustelle, dass statt der geplanten Drehbrücke und einer Fähre für den Straßenverkehr auch in Levensau eine Hochbrücke, wie in Grünenthal, zu errichten sei.

### Erste Brücke

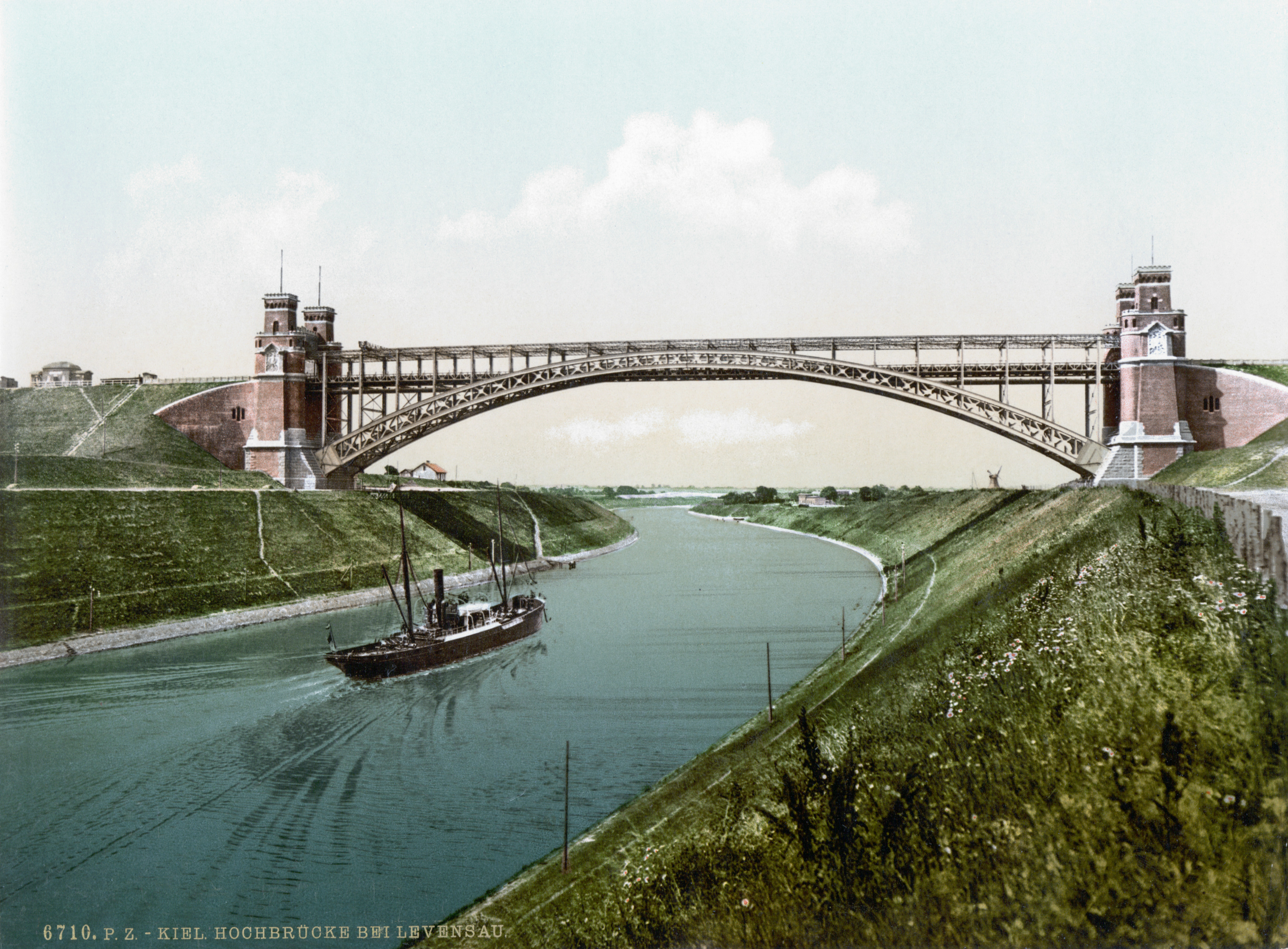
Brücke um 1900

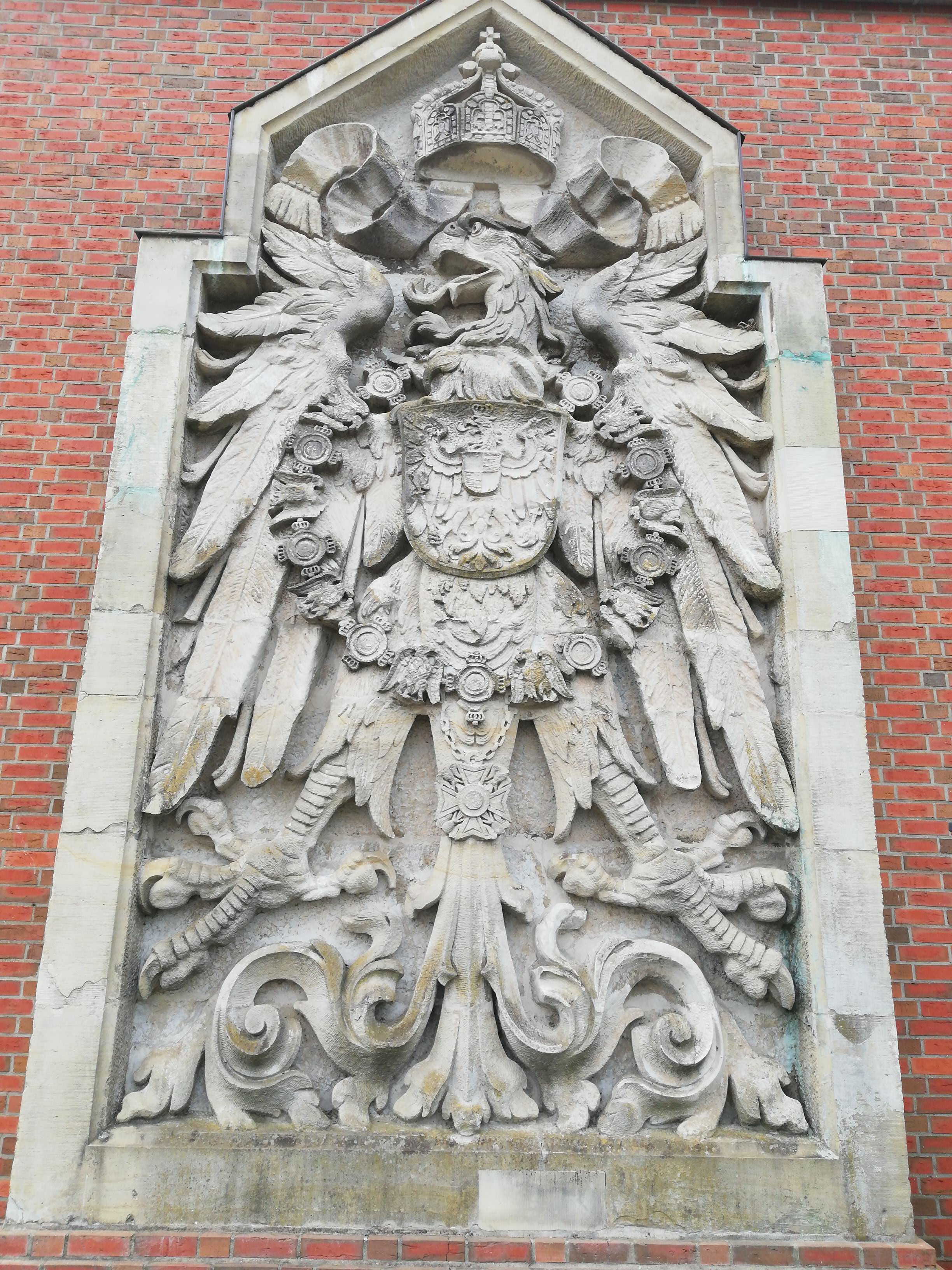
Wappenschild Kaiseradler, 2019

Die Straßen- und Eisenbahnbrücke wurde von 1893 bis 1894 errichtet, um die Bahnstrecke Kiel–Flensburg und die Chaussee Kiel–Eckernförde über den Nord-Ostsee-Kanal zu führen. Der Kanal war damals zwar noch nicht vollendet, aber an dieser Stelle als Ersatz für den Eider-Kanal schon mit Süßwasser gefüllt. Der Aushub aus dem Kanal war deshalb bereits anderweitig verwendet worden und konnte nicht mehr für die Zufahrtsdämme zu den Brücken verwendet werden. Das Lehrgerüst stand auf in den Kanal gerammten Pfählen, zwischen denen zwei je 11 Meter breite Durchfahrten für die Schifffahrt freigehalten werden mussten.
Der schmiedeeiserne Überbau der Bogenbrücke wurde von Lauter aus Frankfurt am Main entworfen, allerdings nur insoweit, dass den Bietern in der Ausschreibung eine ausreichende Kalkulationsgrundlage gegeben werden konnte. Ausgeführt wurde der Überbau durch die Gutehoffnungshütte in Oberhausen. Die Levensauer Hochbrücke hat mit ca. 163 Metern die größte Spannweite der ursprünglichen Kanalbrücken, die lichte Höhe über dem Kanal beträgt in der Mitte der Brücke ungefähr 42 Meter.
Kaiser Wilhelm II. lobte das Bauwerk als die schönste Brücke über den nach seinem Großvater benannten Kaiser-Wilhelm-Kanal. Ursprünglich bildeten vier Türme über den Widerlagern zwei Tore, die architektonische Gestaltung dieser Massivbauten entwarf der Architekt und preußische Baubeamte Hermann Muthesius. Er entwarf auch die vier 3 × 6 Meter großen Wappenschilde Kaiseradler, die aus Sandstein gefertigt an den vier Außenseiten der Türme angebracht waren.
Auf der Brücke selbst gab es dadurch Raum für eine Schänke und sogar für einen kleinen Bahnhof, an dem bis in die 1960er Jahre hinein Züge hielten.
Die beiden die Hauptträger des Brückenüberbaus bildenden Bögen sind genietete, zweigelenkige Fachwerkbögen aus Schweißeisen mit senkrechten Pfosten und sich kreuzenden Diagonalen zwischen den Gurten. Anders als bei den Sichelbögen der Grünentaler Hochbrücke hat der Bogen die kleinste Konstruktionshöhe von 3,2 m am Scheitel und die größte von 5,6 m nahe den Kämpfergelenken. Der Obergurt beschreibt einen Kreisbogen mit einem Radius von 176,84 m und der Untergurt einen Kreisbogen mit einem Radius von 160,17 m. Die Bogenenden sind halbrund ausgeformt und stoßen stumpf gegen Gelenkplatten aus Gussstahl.

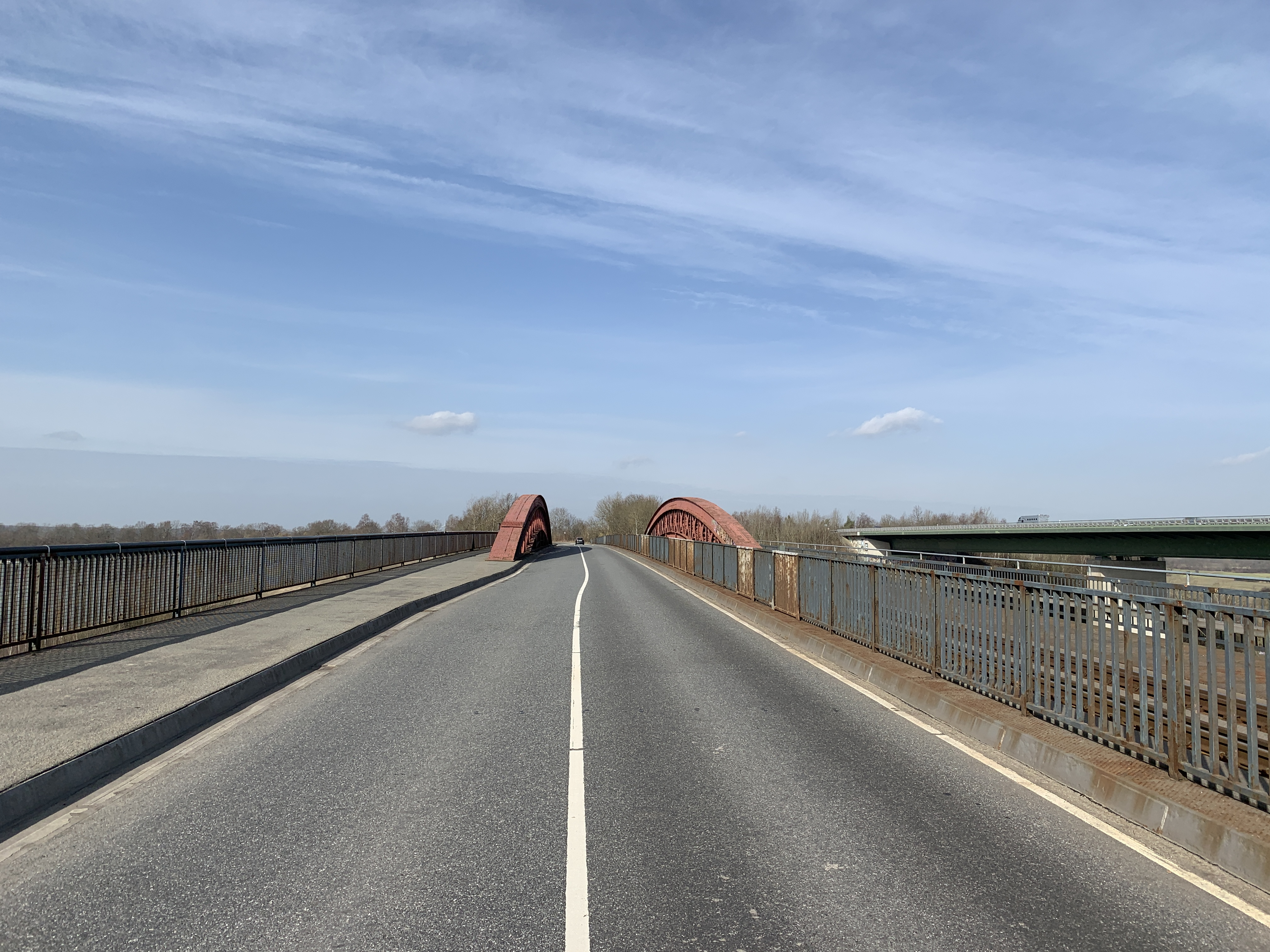
Fahrbahn der alten Brücke (2021)

Die Fahrbahn verlief in einem horizontalen Fachwerk, dessen untere Gurte knapp unterhalb der Bogenscheitel, die oberen Gurte jedoch deutlich oberhalb des Lichtraumprofils der Eisenbahn verlief. Dabei waren nicht die unteren, sondern die oberen Gurte so auf den Fachwerkbögen aufgeständert, dass Formveränderungen der Bögen und der Fahrbahn durch Temperaturschwankungen und Lastveränderungen weitgehend voneinander unabhängig geschehen konnten.
Die Fahrbahn hatte ein an ihrem östlichen Rand angeordnetes Eisenbahngleis, so dass auch ein zweites Gleis hätte verlegt werden können. Am westlichen Rand verlief ein durch ein Geländer abgetrennter Fußweg. Der anfänglich aus Kutschen und Fuhrwerken bestehende Wagenverkehr teilte sich die Fahrbahn mit der Eisenbahn. Bei Zugverkehr musste der Wagenverkehr auf der Straße vor der Brücke gesperrt werden.
Die feierliche Eröffnung der Levensauer Hochbrücke fand am 3. Dezember 1894 in Gegenwart von Kaiser Wilhelm II. statt.

#### Modernisierung 1954

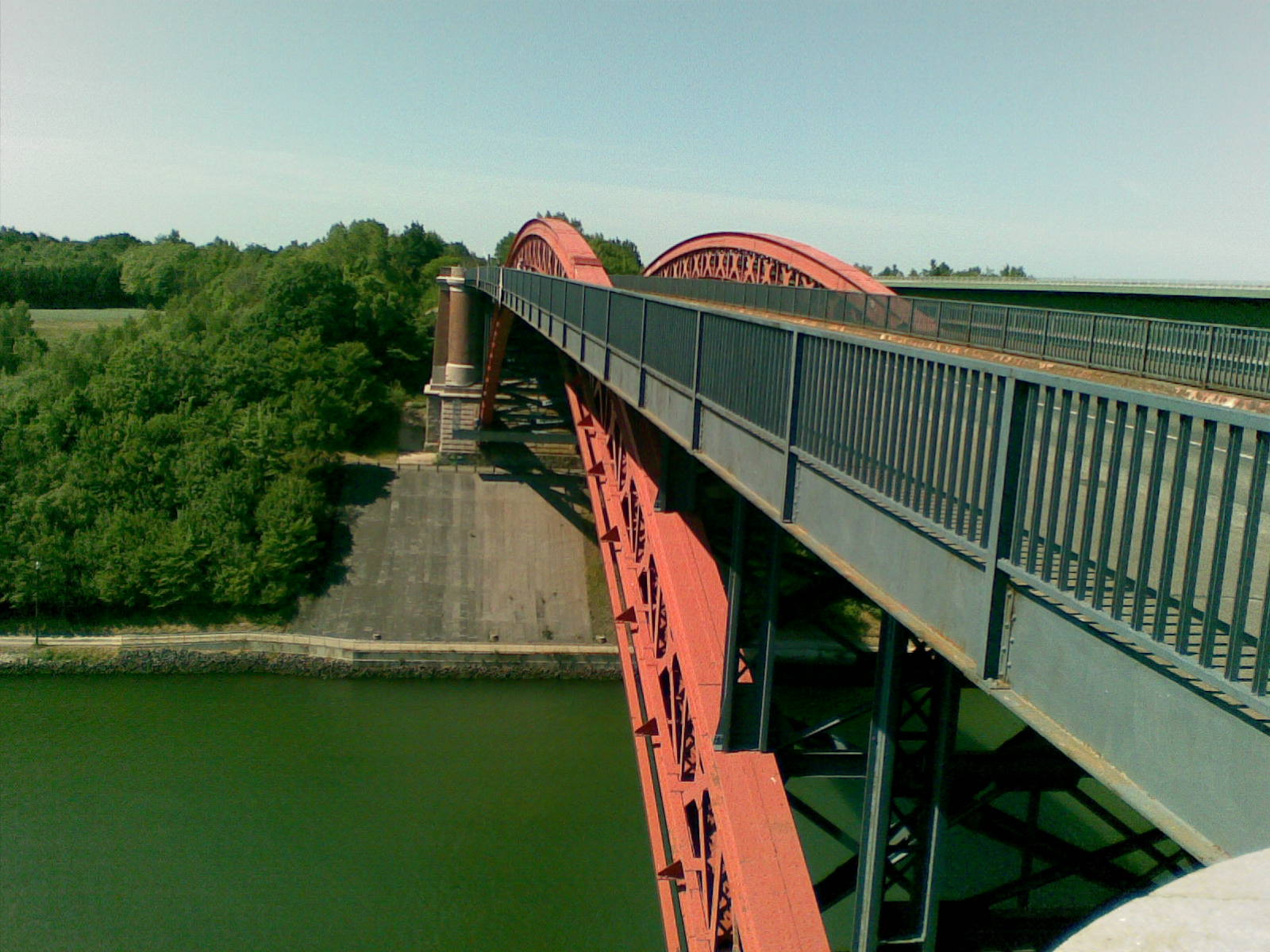
Levensauer Hochbrücke

1954 wurde die Brücke modernisiert. Dabei wurde der Geh- und Radweg seitlich vor den westlichen Bogen verlagert, so dass zwischen den Bögen ausreichender Platz für ein Eisenbahngleis und davon getrennt zwei Fahrspuren für den Straßenverkehr entstand. Dabei wurden die Türme mit ihren Torbögen und das horizontal über dem Gleis und der Fahrbahn angeordnete Fachwerk entfernt. Von der ursprünglichen Brücke blieben die Brückenköpfe mit den Widerlagern und die eisernen Bögen erhalten. Mehrere Granitquader wurden für ein Kreuz auf dem neuen Eckernförder Friedhof im Bereich der Anlage des Ehrenbereiches für die Gefallenen des Zweiten Weltkrieges verwendet. Die vier Wappenschilde Kaiseradler an den Turmseiten wurden 1954 ebenfalls demontiert und 1995 auf einem Podest auf der Schleuseninsel in Kiel-Holtenau aufgestellt und ein zweiter Kaiseradler an der Wand des Torbunkers der großen Südkammer der Schleuse Holtenau befestigt.
Die Überbaukonstruktion für die Fahrbahn der Kreisstraße und das eine Bahngleis sowie für den einseitigen Geh- und Radweg ist nun unmittelbar auf den Fachwerkbögen aufgeständert bzw. angehängt. Die Fahrbahnebene liegt auf 42 m Länge unterhalb des Scheitels der Bögen.
In den beiden Widerlagern der alten Brücke überwintern jedes Jahr mehrere tausend Fledermäuse. Die größte Gruppe stellen dabei die Großen Abendsegler. Für diese Art ist die Levensauer Hochbrücke das größte derzeit bekannte Winterquartier in Mitteleuropa.

### Straßenhochbrücke von 1984

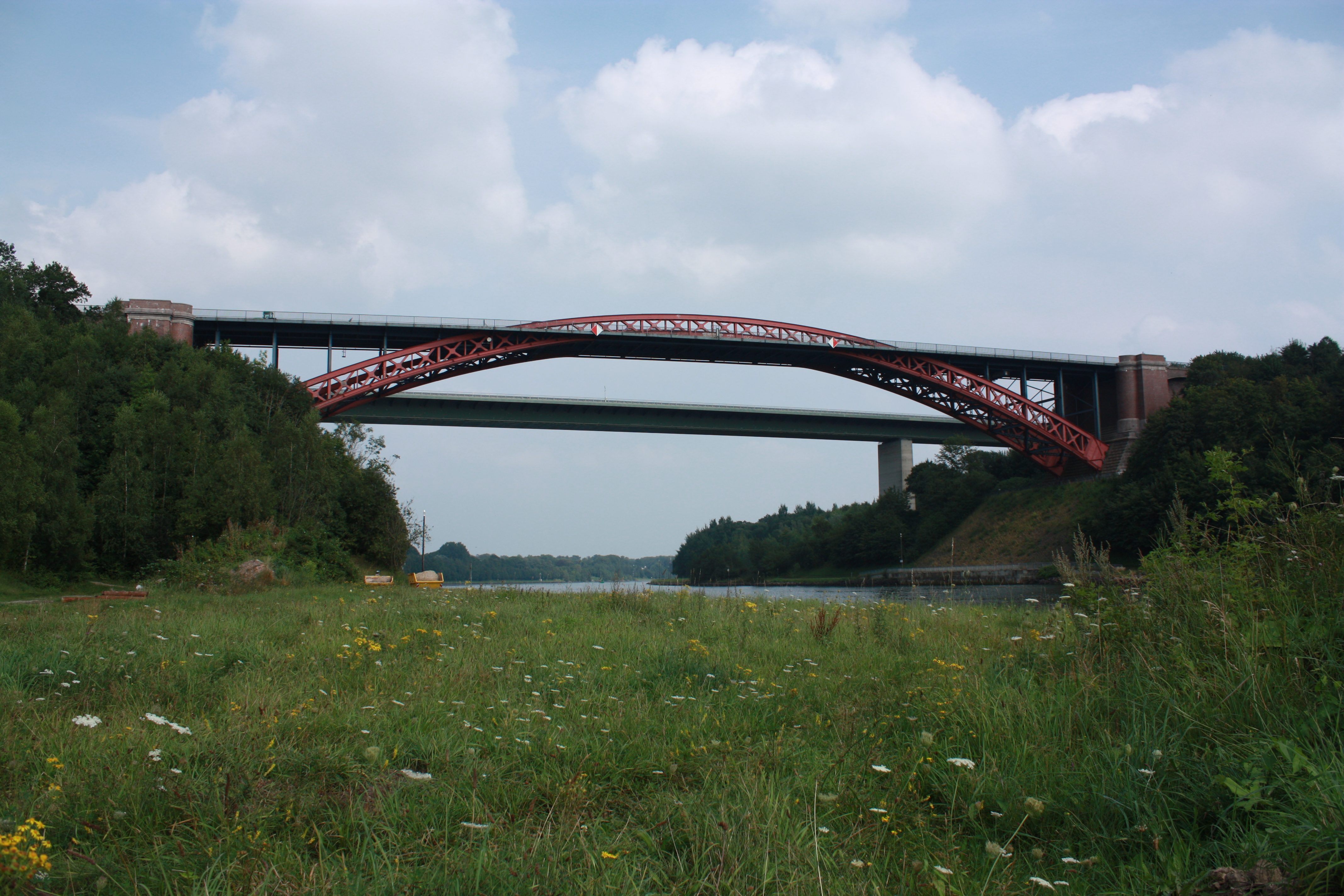
Beide Brücken

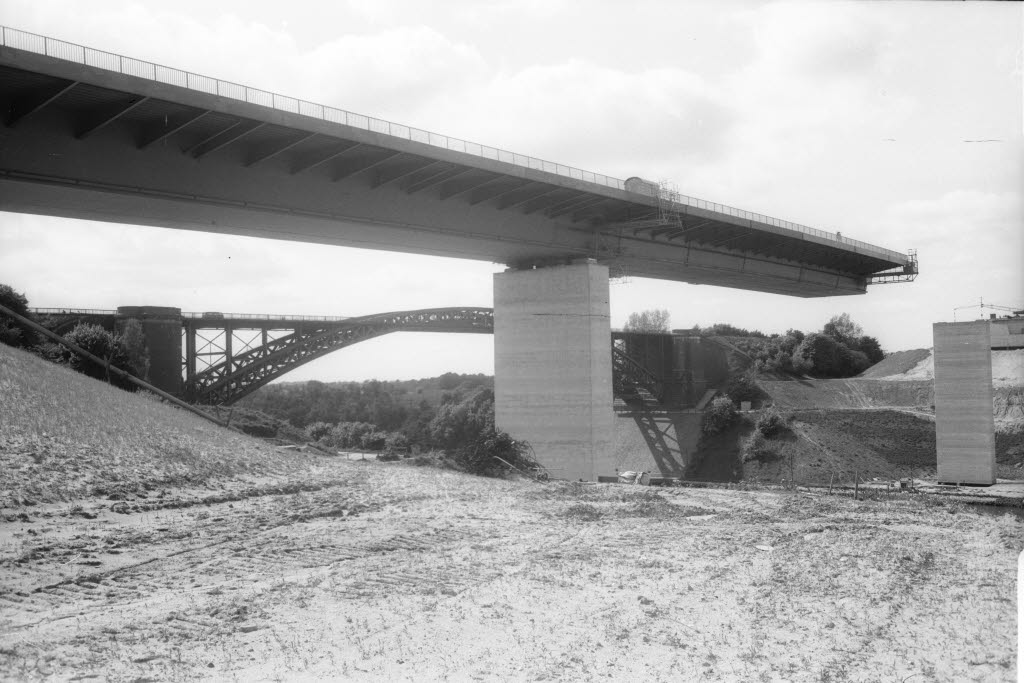
Brücke von 1984 in Bau

Für den Kraftfahrzeugverkehr wurde 1984 zusätzlich eine neue vierspurige Brücke eröffnet. Sie befindet sich östlich der alten Brücke und löste diese als Teil der B 76 ab. Sie verfügt je Fahrtrichtung über zwei Fahrstreifen und einen Standstreifen. Die Geschwindigkeit darauf ist, wie im weiteren südlichen Verlauf der B76 auf 100 km/h begrenzt. Nördlich der Brücke darf bis zum Ende der getrennten Richtungsfahrbahnen 120 km/h schnell gefahren werden. Im Jahr 2010 wurde in einer mehrmonatigen Bauphase der gesamte Fahrbahnbelag sowie die Geländer und Leitplanken erneuert.

#### Kollision derWilmamit der Brücke
Am 7. Dezember 2006 kollidierte ein Kranausleger des Schwergutfrachters Wilma von Holtenau kommend mit der Brücke. Die Brücke wurde anschließend repariert und war bis Ende Februar 2007 gesperrt.

### Neue Brücke, Bauvorbereitungen seit 2018
Wegen des fortgeschrittenen Alters der zu ersetzenden alten Levensauer Hochbrücke wird schon länger ein Neubau erwogen. Eine neue Brücke ist wirtschaftlicher als die Ertüchtigung der alten Brücke für weitere zwanzig Jahre. Die erforderliche Durchfahrtshöhe von 42 Metern über dem Wasserspiegel wird nur in der Mitte der alten Brücke erreicht, weshalb sie zurzeit die engste Stelle im Nord-Ostsee-Kanal definiert. An dieser Stelle soll der NOK verbreitert werden. Im Rahmen des Brückenneubaus soll das Habitat der oben genannten Fledermaus-Population erhalten bleiben. Da die Gründungsarbeiten und Dammschüttungen für einen Neubau zwischen den bestehenden Brücken Setzungsprobleme ergeben, wird der Neubau auf der bisherigen Brückentrasse entstehen. Die alte Brücke soll während des Baus der neuen Brücke rückgebaut werden. Dabei werden die neuen Bögen als Gerüst dienen und eine neue Brücke unter Nutzung des Südpfeilers der alten Brücke auf der vorhandenen Trasse errichtet werden.
Um die Sperrzeit des Kanals zu verkürzen, wird die alte Brücke im Stück ausgeschwommen und die neue Brücke wird eingeschwommen und an Baubehelfen hochgezogen.
Die Einrichtung der Baustelle auf der Südseite des Kanals begann im Frühjahr 2018, von beiden Seiten der B 76 gibt es eine Zu- bzw. Abfahrt zum Baustellenfeld.
Vom 1. April 2019 bis zum 30. April bzw. 10. Mai 2019 wurde ein Bus-Shuttle für Fußgänger und Radfahrer eingerichtet, der von 6 Uhr bis 18 Uhr im Halbstundentakt, bis 24 Uhr im Stundentakt Suchsdorf auf dem Südufer mit Neuwittenbek auf dem Nordufer verband.
Vom 15. April 2019 bis zum 1. September 2019 war die alte Brücke für Kraftfahrzeuge gesperrt. Vom 22. April bis zum 5. Mai 2019 durften auch Radfahrer und Fußgänger die Brücke nicht nutzen. Vom 1. Juli bis zum 10. August war die Brücke für den Bahnverkehr gesperrt.
Die neue Brücke sollte nach einer Meldung der Kieler Nachrichten von 2018 im Jahr 2024 fertiggestellt werden.